# 압둘아지즈 하팀
압둘아지즈 하팀(아랍어: عبد العزيز حاتم Abdulaziz Hatem[*], 1990년 10월 28일 ~ )은 카타르의 축구 선수로 포지션은 미드필더이다. 현재 카타르 스타스 리그의 알라이얀 SC와 카타르 대표팀 소속으로 뛰고 있다.

## 국가대표팀 경력
카타르 축구 국가대표팀 소속으로 2019년 AFC 아시안컵의 우승 주역이다. 그리고 2019 아시안컵 8강전에서 대한민국상대로 결승골을 넣어서 많은 한국인에게 논란거리가 되었다.

## 수상 내역
- 2019년 AFC 아시안컵 우승